# Macradenia multiflora
Macradenia multiflora är en orkidéart som först beskrevs av Friedrich Fritz Wilhelm Ludwig Kraenzlin, och fick sitt nu gällande namn av Célestin Alfred Cogniaux. Macradenia multiflora ingår i släktet Macradenia och familjen orkidéer. Inga underarter finns listade i Catalogue of Life.

## Bildgalleri

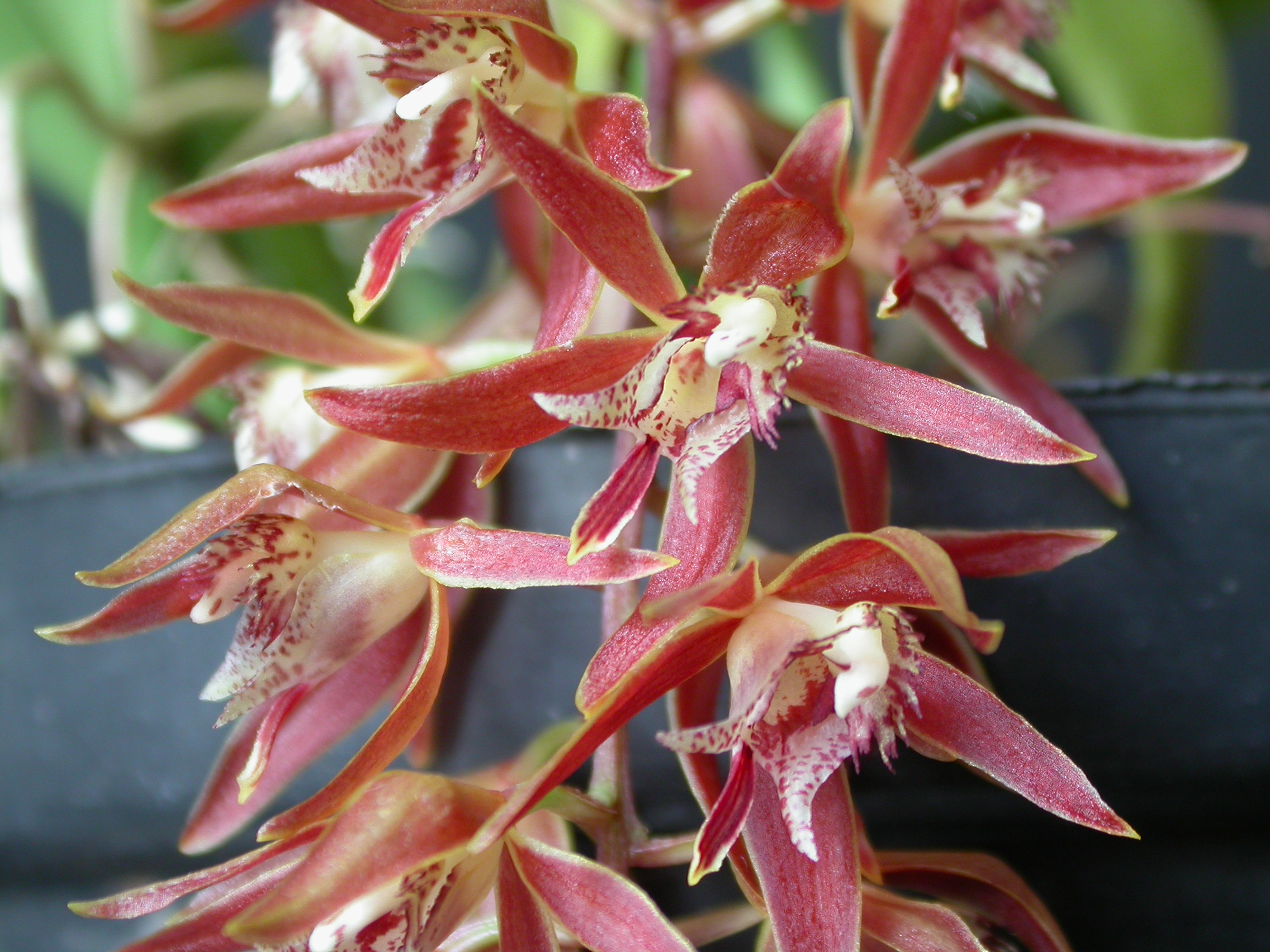